# Mainvoetbalkampioenschap
Het Mainvoetbalkampioenschap was een van de regionale voetbalcompetities van de Zuid-Duitse voetbalbond, die bestond van 1903 tot 1927. Al vrij snel werd de competitie ondergebracht in de Nordkreisliga. Na 1918 werd dit gewijzigd in de Maincompetitie. Van 1919 tot 1921 bestonden er twee competities afzonderlijk, Noordmain en Zuidmain. In 1921 werden deze onder de noemer Bezirksliga Main gezet, maar bleven nog twee seizoenen afzonderlijk bestaan. Van 1923 tot 1927 was er dan één competitie. In 1927/28 werden de vijf Bezirksliga's vervangen door vier nieuwe Bezirksliga, wel telkens met twee reeksen die beiden clubs naar de eindronde mochten sturen. De Maincompetitie bleef zo eigenlijk tot 1933 bestaan, maar dan als een van de reeksen van de Bezirksliga Main-Hessen.
Voor 1918 werden een aantal clubs Zuid-Duits vicekampioen, maar een titel zat er niet in, ook na de oorlog zat er geen succes in. Pas in 1930 kon Eintracht Frankfurt voor het eerst de titel behalen.

## Erelijst
Vetgedrukt clubs die algemeen kampioen werden. 
| Jaar | Kampioen                         | Competitie    |
| ---- | -------------------------------- | ------------- |
| 1904 | Frankfurter FC Germania 1894     | Main          |
| 1905 | 1. Hanauer FC 1893               | Nordkreisliga |
| 1906 | 1. Hanauer FC 1893               | Nordkreisliga |
| 1907 | 1. Hanauer FC 1893               | Nordkreisliga |
| 1908 | 1. Hanauer FC 1893               | Nordkreisliga |
| 1909 | 1. Hanauer FC 1893               | Nordkreisliga |
| 1910 | FC Viktoria 94 Hanau             | Nordkreisliga |
| 1911 | SV Wiesbaden                     | Nordkreisliga |
| 1912 | Frankfurter FV                   | Nordkreisliga |
| 1913 | Frankfurter FV                   | Nordkreisliga |
| 1914 | Frankfurter FV                   | Nordkreisliga |
| 1916 | 1. Hanauer FC 1893               | Nordkreisliga |
| 1917 | FSV 1899 Frankfurt               | Nordkreisliga |
| 1918 | Frankfurter FV Amicitia und 1902 | Nordkreisliga |

| Jaar | Kampioen                     | Competitie |
| ---- | ---------------------------- | ---------- |
| 1920 | Frankfurter FV               | Noordmain  |
| 1920 | Offenbacher FC Kickers       | Zuidmain   |
| 1921 | TSG Eintracht Frankfurt      | Noordmain  |
| 1921 | Offenbacher FC Kickers 1901  | Zuidmain   |
| 1922 | Frankfurter FC Germania 1894 | Noordmain  |
| 1922 | VfL 03 Neu-Isenburg          | Zuidmain   |
| 1923 | FSV 1899 Frankfurt           | Noordmain  |
| 1923 | VfR Kickers Offenbach        | Zuidmain   |
| 1924 | FSV 1899 Frankfurt           | Main       |
| 1925 | FSV 1899 Frankfurt           | Main       |
| 1926 | FSV 1899 Frankfurt           | Main       |
| 1927 | FSV 1899 Frankfurt           | Main       |

## Seizoenen eerste klasse
Seizoenen 1915-1919 niet meegerekend, tijdens de oorlog werden regionale kampioenschappen gespeeld waarvan enkel de winnaars bekend zijn. 
| Club                              | /6 | Seizoenen (1903-1914, 1919-1927)           |
| --------------------------------- | -- | ------------------------------------------ |
| 1. Hanauer FC 93                  | 19 | 1903-1914, 1919-1927                       |
| FSV 1899 Frankfurt                | 19 | 1903-1914, 1919-1927                       |
| FC Viktoria 1894 Hanau            | 15 | 1903-1905, 1906-1914, 1919-1923, 1926-1927 |
| Frankfurter FC Germania 1894      | 15 | 1903-1909, 1910-1913, 1919-1923, 1925-1927 |
| Offenbacher FC Kickers 1901       | 14 | 1903-1905, 1907-1914, 1919-1921, 1925-1927 |
| SV Wiesbaden 1899                 | 9  | 1905-1914                                  |
| SC 07 Bürgel                      | 9  | 1911-1914, 1919-1925                       |
| Frankfurter FV Sportfreunde 04    | 8  | 1907-1912, 1919-1923                       |
| FC Kickers Frankfurt              | 8  | 1903-1911                                  |
| Bockenheimer FVgg 01              | 8  | 1903-1906, 1907-1912                       |
| Frankfurter FC Victoria 1899      | 8  | 1903-1911                                  |
| FC Union 07 Niederrad             | 7  | 1919-1923, 1924-1927                       |
| FC Helvetia 02 Frankfurt          | 7  | 1919-1926                                  |
| FC Germania 01 Bockenheim         | 7  | 1903-1905, 1907-1912                       |
| SV Viktoria 01 Aschaffenburg      | 6  | 1920-1924, 1925-1927                       |
| TSG Eintracht Frankfurt           | 6  | 1920-1926                                  |
| VfR 01 Frankfurt                  | 5  | 1919-1923, 1924-1925                       |
| FC Hermannia Frankfurt            | 5  | 1903-1906, 1907-1909                       |
| FV Amicitia 01 Bockenheim         | 5  | 1903-1907, 1908-1909                       |
| Frankfurter FC 1902               | 5  | 1903-1906, 1907-1909                       |
| FC Germania Bieber                | 5  | 1908-1912, 1913-1914                       |
| Frankfurter FV                    | 4  | 1911-1914, 1919-1920                       |
| VfR Kickers Offenbach             | 4  | 1921-1925                                  |
| FV Germania 1901 Bieber           | 3  | 1919-1912                                  |
| FC Kickers Viktoria 1910 Mühlheim | 3  | 1919-1920, 1921-1923                       |
| FV 1906 Sprendlingen              | 3  | 1920-1923                                  |
| Offenbacher FV 02                 | 3  | 1919-1922                                  |
| VfL 03 Neu-Isenburg               | 3  | 1921-1923, 1926-1927                       |
| BC 99 Offenbach                   | 2  | 1919-1920, 1921-1922                       |
| SpVgg 1899 Offenbach              | 2  | 1922-1924                                  |
| FV Neu-Isenburg                   | 2  | 1919-1921                                  |
| FC Viktoria Neu-Isenburg          | 2  | 1919-1921                                  |
| VfR 1900 Offenbach                | 2  | 1919-1921                                  |
| FC Wiesbaden                      | 2  | 1903-1905                                  |
| 1. Rödelheimer FC 02              | 2  | 1903-1904, 1921-1922                       |
| Darmstädter FC 1897               | 2  | 1903-1905                                  |
| FC Teutonia Offenbach             | 2  | 1903-1905                                  |
| Frankfurter FV Amicitia und 1902  | 2  | 1909-1911                                  |
| 1. FC Germania 06 Rückingen       | 2  | 1920-1922                                  |
| FG Seckbach 02                    | 2  | 1920-1922                                  |
| TV Heusenstamm                    | 2  | 1920-1922                                  |
| Mannheimer FG 1896                | 2  | 1906-1908                                  |
| FC Viktoria Mannheim 1897         | 2  | 1905-1906, 1907-1908                       |
| FC Pfalz Ludwigshafen             | 2  | 1905-1907                                  |
| FV 03 Kesselstadt                 | 1  | 1904-1905                                  |
| FC Germania 09 Niederrodenbach    | 1  | 1921-1922                                  |
| Viktoria-Germania Fechenheim      | 1  | 1921-1922                                  |
| Frankfurter SG Eintracht          | 1  | 1926-1927                                  |
| FC Germania Wiesbaden             | 1  | 1907-1908                                  |
| VfB Friedberg                     | 1  | 1921-1922                                  |
| FC Union Wixhausen                | 1  | 1921-1922                                  |
| FC Sachsenhausen 03               | 1  | 1921-1922                                  |
| SG Rot-Weiß 1901 Frankfurt        | 1  | 1926-1927                                  |
| TV Aschaffenburg-Damm             | 1  | 1921-1922                                  |
| FC 03 Egelsbach                   | 1  | 1921-1922                                  |
| FC Alemannia Griesheim            | 1  | 1903-1904                                  |
| FK Olympia 1898 Darmstadt         | 1  | 1904-1905                                  |
| FC Viktoria 1902 Aschaffenburg    | 1  | 1903-1904                                  |
| VfB 06 Großauheim                 | 1  | 1921-1922                                  |
| 1. Großauheimer FC 1906           | 1  | 1919-1920                                  |
| FC Langendiebach                  | 1  | 1919-1920                                  |
| Borussia Frankfurt                | 1  | 1921-1922                                  |
| Mannheimer FC Phönix 02           | 1  | 1907-1908                                  |
| Mannheimer FG Union 97            | 1  | 1907-1908                                  |
| Mannheimer SC Germania 97         | 1  | 1907-1908                                  |

1903/04 · 1904/05 · 1905/06 · 1906/07 · 1907/08 · 1908/09 · 1909/10 · 1910/11 · 1911/12 · 1912/13 · 1913/14 · 1914-1919 · 1918/19 · 1919/20 · 1920/21 · 1921/22 · 1922/23 · 1923/24 · 1924/25 · 1925/26 · 1926/27